# Nazlı Tolga
Nazlı Tolga-Brenninkmeyer (* 8. November 1979 als Nazlı Tolga in Ankara) ist eine türkisch-niederländische Fernsehmoderatorin und Journalistin beim Fernsehsender FOX Türkiye.

## Leben
Nazlı Tolga ist die Tochter türkischer Einwanderer aus Samsun und Malatya. Nach dem Abitur 1998 absolvierte Tolga ein Praktikum an der Marmara-Universität. Von 31. August 1998 bis 2002 war sie Journalistin beim türkischen Fernsehsender Kanal D. 2003 übernahm sie die Nachrichten der Show Ana Haber. Von 2004 bis September 2007 moderierte sie die Nachrichtensendungen Nazlı Tolga ile Gündem und Nazlı Tolga ile Haber Masası beim türkischen Nachrichtensender Skyturk. Von September 2007 bis 14. Juni 2013 moderierte sie Nazlı Tolga ile Fox Ana Haber und Fox On Ana Haber bei FOX Türkiye. Am 31. August 2013 heiratete sie den niederländischen Geschäftsmann und Leiter von C&A in China, Lawrence Brenninkmeyer, in İstanbul. Sie lebt in Brasilien, London und Shanghai seit September 2013. Sie spricht Türkisch, Englisch, Portugiesisch und Niederländisch.

## Fernsehsendungen
- 1998–2002: Kanal D Gece Haberleri
- 2002–2003: Show Ana Haber
- 2003–2005: Nazlı Tolga ile Gündem,
- 2006–2007: Nazlı Tolga ile Haber Masası,
- September 2007–September 2008:Fox Ana Haber,
- September 2008–August 2010:Fox On Ana Haber,
- August 2010–14. Juni 2013: Nazlı Tolga ile Fox Ana Haber